# Альвеберг, Хьерсти
Хьерсти Альвеберг (норв. Kjersti Alveberg; 26 июля 1948, Осло — 19 октября 2021) — норвежская танцовщица и хореограф. За последние 30 лет она поставила множество балетов на сцене и для телевидения. Её постановки, отличающиеся большой самобытностью, прославили её на родине и за рубежом, а также принесли множество наград.

## Биография
Хьерсти Альвеберг обучалась танцу в Норвежской национальной академии балета в Осло у известного балетного педагога Юрунн Киркенер, потом продолжала обучение в Нью-Йорке, Амстердаме, Лондоне и Париже. Окончив обучение, она несколько лет выступала в театрах Осло и на телевидении. Наблюдая в начале 1970-х в балетной студии «Оскар» за тем, как ветераны вроде Хенни Мюрер и Эдит Рогер работают с молодыми танцорами, Хьерсти Альвеберг решила сама стать хореографом. Она дебютировала в 1975 году с балетом «I morgen?». Постановка имела большой успех и была показана по телевидению.
Работая хореографом на Норвежском телевидении (NRK), она поставила ряд балетов, специально предназначенных для телесъёмки и завоевавших множество международных наград: «Aske, Skodde, Støv for Vinden», «Fragile», «Utenfor rekkevidde». Она также поставила несколько балетов для Carte Blanche, в том числе «Rav» и «Ekko», которые были впоследствии показаны NRK.
Хьерсти Альвеберг выступила художественным руководителем норвежской части церемонии открытия XVI зимних Олимпийских игр во Франции, в Альбервиле в 1992 году. Она также разработала основную идею церемонии открытия XVII зимних Олимпийских игр в Лиллехаммере в 1994 году. В 2005 году Альвеберг была художественным руководителем церемонии открытия Национальной библиотеки в Осло.
В 2008 году по заказу Riksteatret и Rikskonsertene Хьерсти Альвеберг поставила кроссовер-представление «@lice», впоследствии показанное на гастролях по всей Норвегии. В 2010 году специально для официальной церемонии открытия нового здания Национальной академии искусств в Осло она поставила балет «Nano».
В 2010 году Хьерсти Альвеберг была председателем жюри, вручавшего премию Telenor Culture Prize.
Дочь Хьерсти Альвеберг — норвежская фотохудожница Ноа Альвеберг (норв. Noah Alveberg).

## Хореографические работы
| Год       | Название                        | Комментарий                                                                            | Компания-продюсер                                                                     |
| --------- | ------------------------------- | -------------------------------------------------------------------------------------- | ------------------------------------------------------------------------------------- |
| 1975      | «I morgen?»                     | Балет. Мастерская при The Norwegian National Ballet                                    | NRK                                                                                   |
| 1975      | «Fot»                           | Балет                                                                                  | Студия «Оскар»                                                                        |
| 1976      | «Skulle ønske du var her»       | Телепостановка балета под управлением Иштвана Корды Ковача (венг. István Korda Kovács) | NRK                                                                                   |
| 1979      | «Skapelser»                     | Празднование 10-летнего юбилея NRK в культурном центре Хени-Унстад                     | NRK                                                                                   |
| 1979      | «Dekadans»                      | Мастерская, молодые хореографы                                                         | Норвежский национальный театр оперы и балета                                          |
| 1980      | «Reise i sur-søt saus»          |                                                                                        | Norsk Danseteater, NRK                                                                |
| 1981      | «Blue»                          | Соло в исполнении Индры Лорентсен                                                      | NRK                                                                                   |
| 1981      | «Exodus»                        | Соло в исполнении Марианне Сковли                                                      | NRK                                                                                   |
| 1983/1984 | «6 Dance Videos»                | Летний концерт в Хольменколлене                                                        | ЕВС, NRK                                                                              |
| 1985      | «Utenfor rekkevidde»            | Телепередача                                                                           | NRK                                                                                   |
| 1985      | «Nå»                            |                                                                                        | Норвежский национальный театр оперы и балета                                          |
| 1985      | «Media»                         | Соло Альвеберг. Конкурс Евровидения для молодых танцоров                               | ЕВС, NRK                                                                              |
| 1985      | «Aske, Skodde, Støv for Vinden» | Телепостановка балета «Пер Гюнт» по пьесе Генрика Ибсена                               | NRK                                                                                   |
| 1986      | «YR»                            | Соло Альвеберг.                                                                        | NRK                                                                                   |
| 1987      | «Spirits»                       | Балет, трансляция ZDF, конкурс Евровидения для молодых танцоров                        | ЕВС                                                                                   |
| 1988      | «Rav»                           | Трансляция NRK, Carte Blanche                                                          | Международный фестиваль в Бергене                                                     |
| 1989      | «Volven»                        | Мировая премьера в турне по Дании                                                      | Норвежский национальный театр оперы и балета                                          |
| 1990      | «Fragile»                       | Фильм-танец                                                                            | NRK                                                                                   |
| 1990      | «Metropolis»                    | Телепортрет Альвеберг                                                                  | NRK                                                                                   |
| 1991      | «Lokk»                          | Конкурс Евровидения для молодых танцоров                                               | ЕВС                                                                                   |
| 1992      | «Moments»                       | Балет                                                                                  | Театр «Чёрный ящик» в Осло (англ. Oslo Black Box Theatre)                             |
| 1992      | Альбервиль                      | Художественный директор норвежской части церемонии на XVI Зимней Олимпиаде             | NRK                                                                                   |
| 1993      | «Ekko»                          | Гран-при фестиваля Video Dance International.                                          | NRK                                                                                   |
| 1994      | «In One»                        | Балет, показан в Carte Blanche, Oslo Dance Ensemble и Брюсселе (в качестве гостя)      | Den norske balletthøyskole                                                            |
| 1994      | «Picassos kvinner»              | 20-летний творческий юбилей                                                            | Культурный центр Хени-Унстад                                                          |
| 1995      | «Alveberg Evening»              | 20-летний творческий юбилей                                                            | Carte Blanche                                                                         |
| 1995      | «Dance Macabre»                 | Летний концерт в Хольменколлене                                                        | ЕВС, NRK                                                                              |
| 1996      | «In Me»                         | Соло                                                                                   | NRK                                                                                   |
| 1996      | «Bønn»                          | Балет для NRK                                                                          | Nordvision                                                                            |
| 1997      | «Skjeve Blikk»                  |                                                                                        | Норвежская национальная академия балета                                               |
| 1998      | «Babels Barn»                   |                                                                                        | Норвежский национальный театр оперы и балета                                          |
| 1999      | «Tikk Takk 1000»                | Новогодний гала-концерт 2000                                                           | Норвежский национальный театр оперы и балета, Норвежская национальная академия балета |
| 1999      | «Skjøre Sekunder»               | Соло в исполнении Лине Алсакер                                                         | Норвежский национальный театр, NRK                                                    |
| 1999      | «Skjeve Blikk»                  | Новая версия, трансляция NRK                                                           | Oslo Dance Ensemble                                                                   |
| 2000      | «Volven»                        | Балет, новая версия.                                                                   | Норвежский национальный театр оперы и балета                                          |
| 2000      | «Mini Macho»                    |                                                                                        | Норвежская национальная академия балета                                               |
| 2001      | «Reise på drømt hav»            |                                                                                        | Норвежский национальный театр оперы и балета                                          |
| 2001      | «Rommet og mennesket»           | Исполнение и хореография.                                                              | NRK                                                                                   |
| 2001      | «Lille Speil»                   | Вечернее представление                                                                 | Det Norske Teatret                                                                    |
| 2002      | «Nett No!»                      | Вечернее представление в Det Norske Teatret                                            | NRK                                                                                   |
| 2003      | «Dancing Cuba!»                 | Документальная телепередача                                                            | Nordisk Film, TV2                                                                     |
| 2003      | «Dans meg»                      | Телепортрет Альвеберг                                                                  | NRK                                                                                   |
| 2004      | «Nett No!»                      | Гастроли в Хараре                                                                      | Национальная академия искусств Осло                                                   |
| 2004      | «Lille Speil»                   | Гастроли в Ницце.                                                                      |                                                                                       |
| 2005      | «Hush!»                         | Художественный руководитель церемонии открытия                                         | Национальная библиотека                                                               |
| 2006      | «Cubaret»                       | Балет                                                                                  | Oslo Dance Ensemble                                                                   |
| 2008      | «@lice»                         | Кроссовер-постановка. Снята и показана телеканалом NRK2 в 2009 году.                   | Совместное производство с Riksteatret и Rikskonsertene                                |
| 2009      | «Transcendance»                 | Балет                                                                                  | Национальная академия искусств Осло                                                   |
| 2010      | «Nano»                          | Балет                                                                                  | Национальная академия искусств Осло                                                   |